# Antonia Johnson (navire)
Pour l’article homonyme, voir Antonia Johnson.
L’Antonia Johnson est un porte-conteneurs construit en 1971 aux chantiers navals Oy Wärtsilä Ab de Turku pour la compagnie Rederi Ab Nordstjernan. Il est lancé le 29 septembre 1971 et mis en service en décembre 1971. En 1985, il est vendu avec un de ses navires jumeaux, le San Francisco, à la compagnie Mediterranean Shipping Company qui le renomme Regina D puis MSC Regina en 1994. En 1999, il est vendu à la casse et détruit à Alang sous le nom de MSC Giovanna.

## Histoire
L’Antonia Johnson est un porte-conteneurs construit en 1971 aux chantiers navals Oy Wärtsilä Ab de Turku pour la compagnie Rederi Ab Nordstjernan. Il est lancé le 29 septembre 1971 et mis en service en décembre 1971.
En 1985, il est vendu avec un de ses navires jumeaux, le San Francisco, à la compagnie Mediterranean Shipping Company qui le renomme Regina D. En 1994, cette même compagnie le rebaptise MSC Regina.
En février 1999, il est vendu à la casse. Il arrive à Alang le 2 mars 1999 et est détruit sous le nom de MSC Giovanna.

## Navires-Jumeaux
Il a quatre navires jumeaux:
- l’Annie Johnson, transformé en navire de croisière en 1990 et détruit en 2012 à Aliağa.
- l’Axel Johnson, transformé en navire de croisière en 1990 et détruit en 2014 à Alang.
- le Margaret Johnson, qui a été détruit en 1987 à Aliağa.
- le San Francisco, qui a été détruit en 2007 à Alang.